# Jesenice, Brežice
Jesenice este o localitate din comuna Brežice, Slovenia, cu o populație de 213 locuitori.